# Josefine Hasbo
Josefine Hasbo (Copenaghen, 20 novembre 2001) è una calciatrice danese, centrocampista dell'Harvard Crimson e della nazionale danese.

## Carriera

### Club
Hasbo si appassiona al gioco del calcio fin da giovanissima, iniziando all'età di sette anni con la squadra allenata dal padre del suo migliore amico. Dopo aver giocato nelle formazioni miste per cinque anni, nella primavera 2013 sceglie di continuare l'attività agonistica in una squadra interamente femminile accasandosi al Ballerup-Skovlunde Fodbold (BSF), club con sede a Ballerup, con il quale per allenarsi aveva bisogno di spostarsi un'ora da casa ma che aveva un programma di sviluppo al livello delle migliori squadre danesi di categoria, necessario per poter ambire un giorno a vestire la maglia della nazionale.
Inizialmente in rosa con la squadra femminile under 15, Hasbo si mette ben presto in luce compiendo la trafila delle giovanili fino ad essere aggregata alla prima squadra dalla stagione 2017-2018.
Durante la sessione estiva di calciomercato 2018 si trasferisce al Brøndby, blasonato club che con la propria squadra femminile si contende da anni con il Fortuna Hjørring il primato come migliore squadra danese dell'Elitedivisionen, tuttavia inizia la sua avventura con la nuova squadra ancora dalle giovanili, nella formazione under 18.
Pur essendo stata inserita in un paio di occasioni in rosa con la prima squadra già nella stagione d'esordio, per scendere in campo con la formazione allenata da Per Nielsen deve attendere la stagione 2019-2020, scendendo in campo da titolare alla 2ª giornata di campionato, l'11 agosto 2019, nella netta vittoria casalinga per 4-0 con l'Aarhus. oramai saldamenti in organico Nielsen le concede fiducia impiegandola in campionato, andando a rete per la prima volta alla 9 giornata con l'Odense Q, in Coppa di Danimarca e facendola esordire anche in UEFA Women's Champions League, dove scende in campo in tutti i quattro incontri disputati dalla sua squadra nell'edizione 2019-2020 fino alla sofferta eliminazione agli ottavi di finale da parte delle scozzesi del Glasgow City solo dopo tempi supplementari e calci di rigore.
Nel frattempo Hasbo aveva annunciato al club la volontà di trasferirsi negli Stati Uniti d'America per completare il suo percorso di studi all'Università Harvard, tuttavia il diffondersi della pandemia di COVID-19 e l'impossibilità di spostarsi tra nazioni come azione preventiva al contagio costringono la calciatrice a rimanere in Danimarca rimandando il viaggio alla riapertura di frontiere e linee aeree. Esteso quindi il contratto con il Brøndby, disputa la sua ultima stagione, la 2020-2021, con la maglia del club danese, aiutando le compagne a raggiungere il secondo posto in campionato e la finale di Coppa.

### Calcio universitario
Conclusi gli obblighi contrattuali, nell'estate 2021 si trasferisce negli Stati Uniti per iniziare il suo percorso universitario, affiancando agli studi la attività agonistica con la squadra di calcio femminile universitario dell'ateneo, le Harvard Crimson, disputando la Division I della National Collegiate Athletic Association e nell'Ivy League.
Al suo primo anno, nonostante un infortunio, ha disputato 11 incontri, 10 dei quali da titolare, siglando due gol e fornendo tre assist. Nel 2022, da Sophomore, pur intervallando i suoi impegni con quelli con la nazionale danese, si è messa in luce già nella gara di apertura della stagione della squadra siglando una tripletta alle Blue Devils della Central Connecticut State University, prestazione che mancava alla squadra dal 2015, grazie alle reti di Margaret "Midge" Purce, portando il suo apporto a 6 reti, con 4 assist su 13 incontri giocati. Da Junior, nel 2023, la sua capacità realizzativa tocca i 10 gol su 16 incontri, fornendo 6 assist, e nel 2024, da Senior, su 15 presenze le reti sono 7 e gli assist 4.

## Statistiche

### Presenze e reti nei club
Statistiche aggiornate al 30 marzo 2025.
| Stagione               | Squadra                | Campionato             | Campionato | Campionato | Coppe nazionali | Coppe nazionali | Coppe nazionali | Coppe internazionali | Coppe internazionali | Coppe internazionali | Altre coppe | Altre coppe | Altre coppe | Totale | Totale |
| Stagione               | Squadra                | Comp                   | Pres       | Reti       | Comp            | Pres            | Reti            | Comp                 | Pres                 | Reti                 | Comp        | Pres        | Reti        | Pres   | Reti   |
| ---------------------- | ---------------------- | ---------------------- | ---------- | ---------- | --------------- | --------------- | --------------- | -------------------- | -------------------- | -------------------- | ----------- | ----------- | ----------- | ------ | ------ |
| 2018-2019              | Brøndby                | ED                     | 0          | 0          | CD              | 0               | 0               | UWCL                 | 0                    | 0                    | -           | -           | -           | 0      | 0      |
| 2019-2020              | Brøndby                | ED                     | 16         | 6          | CD              | ?               | ?               | UWCL                 | 4                    | 0                    | -           | -           | -           | 26     | 2      |
| 2020-2021              | Brøndby                | ED                     | 24         | 4          | CD              | ?               | ?               | UWCL                 | 3                    | 1                    | -           | -           | -           | 33     | 0      |
| Totale Fortuna Brøndby | Totale Fortuna Brøndby | Totale Fortuna Brøndby | 40+        | 10+        | -               | ?               | ?               | -                    | 7                    | 1                    | -           | -           | -           | ?      | ?      |
| Totale carriera        | Totale carriera        | Totale carriera        | 40+        | 10+        | -               | ?               | ?               | -                    | 7                    | 1                    | -           | -           | -           | ?      | ?      |

### Cronologia presenze e reti in nazionale
| Cronologia completa delle presenze e delle reti in nazionale ― Danimarca F | Cronologia completa delle presenze e delle reti in nazionale ― Danimarca F | Cronologia completa delle presenze e delle reti in nazionale ― Danimarca F | Cronologia completa delle presenze e delle reti in nazionale ― Danimarca F | Cronologia completa delle presenze e delle reti in nazionale ― Danimarca F | Cronologia completa delle presenze e delle reti in nazionale ― Danimarca F | Cronologia completa delle presenze e delle reti in nazionale ― Danimarca F | Cronologia completa delle presenze e delle reti in nazionale ― Danimarca F |
| Data                                                                       | Città                                                                      | In casa                                                                    | Risultato                                                                  | Ospiti                                                                     | Competizione                                                               | Reti                                                                       | Note                                                                       |
| -------------------------------------------------------------------------- | -------------------------------------------------------------------------- | -------------------------------------------------------------------------- | -------------------------------------------------------------------------- | -------------------------------------------------------------------------- | -------------------------------------------------------------------------- | -------------------------------------------------------------------------- | -------------------------------------------------------------------------- |
| 7-3-2020                                                                   | Lagos                                                                      | Danimarca                                                                  | 2 – 1                                                                      | Svezia                                                                     | Algarve Cup 2020 - 2ª fase                                                 | -                                                                          | 67’                                                                        |
| 10-3-2020                                                                  | Lagos                                                                      | Belgio                                                                     | 0 – 4                                                                      | Danimarca                                                                  | Algarve Cup 2020 - Finale 5º-6º posto                                      | -                                                                          | 69’                                                                        |
| 1-9-2022                                                                   | Viborg                                                                     | Danimarca                                                                  | 5 – 1                                                                      | Montenegro                                                                 | Qual. Mondiali 2023                                                        | 1                                                                          | 46’                                                                        |
| 11-10-2022                                                                 | Viborg                                                                     | Danimarca                                                                  | 1 – 2                                                                      | Australia                                                                  | Amichevole                                                                 | -                                                                          | 82’                                                                        |
| 18-2-2023                                                                  | Laval                                                                      | Danimarca                                                                  | 2 – 0                                                                      | Norvegia                                                                   | Amichevole                                                                 | 1                                                                          |                                                                            |
| 21-2-2023                                                                  | Laval                                                                      | Danimarca                                                                  | 3 – 2                                                                      | Uruguay                                                                    | Amichevole                                                                 | -                                                                          | 75’                                                                        |
| 5-4-2024                                                                   | Uherské Hradiště                                                           | Rep. Ceca                                                                  | 1 – 3                                                                      | Danimarca                                                                  | UEFA Women's Nations League 2025 - Fase a gironi                           | 1                                                                          | 87’                                                                        |
| 31-5-2024                                                                  | Vejle                                                                      | Danimarca                                                                  | 0 – 2                                                                      | Spagna                                                                     | UEFA Women's Nations League 2025 - Fase a gironi                           | -                                                                          | 76’                                                                        |
| 21-2-2025                                                                  | Odense                                                                     | Danimarca                                                                  | 1 – 2                                                                      | Svezia                                                                     | UEFA Women's Nations League 2025 - Fase a gironi                           | -                                                                          |                                                                            |
| 25-2-2025                                                                  | La Spezia                                                                  | Italia                                                                     | 1 – 3                                                                      | Danimarca                                                                  | UEFA Women's Nations League 2025 - Fase a gironi                           | -                                                                          |                                                                            |
| 4-4-2025                                                                   | Cardiff                                                                    | Galles                                                                     | 1 – 2                                                                      | Danimarca                                                                  | UEFA Women's Nations League 2025 - Fase a gironi                           | -                                                                          |                                                                            |
| 8-4-2025                                                                   | Herning                                                                    | Danimarca                                                                  | 0 – 3                                                                      | Italia                                                                     | UEFA Women's Nations League 2025 - Fase a gironi                           | -                                                                          |                                                                            |
| Totale                                                                     |                                                                            | Presenze                                                                   | 12                                                                         |                                                                            | Reti                                                                       | 3                                                                          |                                                                            |

## Palmarès

### Club
- Campionato danese: 1

Brøndby: 2018-2019